# Rocke Robertson
Pour les articles homonymes, voir Robertson.
Harold Rocke Robertson, C.C. M.S.R.C., (né le 4 août 1912 et décédé le 8 février 1998) est un médecin, ancien principal et vice-chancelier de l'Université McGill de 1962 à 1970.

## Biographie
Né à Victoria, en Colombie-Britannique, Rocke Robertson a passé un baccalauréat ès sciences en 1932 et un diplôme de médecin en 1936 dans les deux cas à l'Université McGill. Pendant la Seconde Guerre mondiale il a servi comme chirurgien et est devenu lieutenant-colonel responsable de la chirurgie à l'hôpital militaire de Vancouver.
Après la guerre, en 1950, il est devenu premier professeur et président du département de chirurgie à l'Université de la Colombie-Britannique, où il a joué un rôle important dans la fondation de l'école de médecine.
En 1959, il est devenu chirurgien en chef à l'Hôpital général de Montréal, avant d'être nommé principal de l'Université McGill en 1962. Il a été le premier médecin et le premier diplômé de l'Université McGill y servir comme principal et vice-chancelier.
Il a été élu Fellow de la Société royale du Canada en 1968 et a été nommé Compagnon de l'Ordre du Canada en 1969.
Des champs de bataille de la Seconde Guerre mondiale à la salle d'urgence de l'Hôpital général de Montréal et au poste de recteur de l'Université McGill, chaque étape de sa vie illustre une de ses citations préférées : « Quand nous établissons dans le monde la place qui nous revient, c'est surtout le caractère qui compte ».

### Vie privée
Il s'est marié avec Beatrice Rosalyn Arnold (1912-2001) et a eu quatre enfants : Tam, Ian, Bea et Stuart.

## Récompenses et distinctions
Rocke Robertson a reçu des diplômes de docteur honoris causa de nombreuses universités : Université Bishop's, Université du Manitoba, Université de Toronto, Université de Victoria (1964), Université de Glasgow, Université de la Colombie-Britannique (1964), Université de Montréal, Université du Michigan, Dartmouth College et Université Memorial de Terre-Neuve (1968).
Une chaire universitaire ainsi qu'un prix portent son nom.

## Sources
- (en) Richard W. Pound, Rocke Robertson: Surgeon and Shepherd of Change, éd. McGill-Queen’s University Press, 2008,  (ISBN 0773574913)

- John C. Beck, « Biographical Sketches of Deceased Fellows (starts on page 133) »(Archive.org • Wikiwix • Archive.is • Google • Que faire ?) [PDF], Royal Society of Canada (consulté le 10 février 2005)

- Fondation du Centre universitaire de santé McGill, « Biographie du Dr H. Rocke Robertson »(Archive.org • Wikiwix • Archive.is • Google • Que faire ?), sur muhcfoundation.com, 1er avril 2008 (consulté le 17 janvier 2014)